# Chantal Vandierendonck
Chantal Vandierendonck (* 31. Januar 1965) ist eine ehemalige niederländische Rollstuhltennisspielerin.

## Karriere
Chantal Vandierendonck startete in der Klasse der Paraplegiker.
Sie nahm an insgesamt drei Paralympischen Spielen teil. 1988, als Rollstuhltennis nur als Demonstrationssportart Teil der Spiele war, gewann sie das Turnier mit einem Finalsieg gegen Monique Kalkman. Bei den Spielen 1992 in Barcelona gewann sie bei der ersten offiziellen Austragung im Einzel die Silbermedaille sowie im Doppelwettbewerb die Goldmedaille. Im Einzel unterlag sie im Finale Kalkman, während beide gemeinsam im Endspiel des Doppelwettbewerbs gegen Lynn Seidemann und Nancy Olson gewannen. Den beiden gelang es 1996 in Atlanta dann auch, ihren Titel im Doppel zu verteidigen. Im Endspiel besiegten sie erneut Nancy Olson, deren Partnerin dieses Mal Hope Lewellen war. Im Einzel sicherte sich Chantal Vandierendonck mit einem Sieg gegen Daniela Di Toro die Bronzemedaille.
Beim Wheelchair Tennis Masters stand sie im Einzel zweimal im Endspiel. 1994 unterlag sie Monique Kalkman mit 1:6, 4:6. Zwei Jahre darauf besiegte sie Daniela Di Toro mit 6:1, 6:3 und gewann ihren ersten und einzigen Titel beim Masters. Bei Grand-Slam-Turnieren feierte sie 1992 und 1993 den Titelgewinn im Einzel bei den US Open.
In der Weltrangliste hatte Chantal Vandierendonck sowohl im Einzel als auch im Doppel zeitweise die Führung übernommen. Erstmals gelang ihr das im Einzel am 25. Mai 1993 und im Doppel am 30. Juli 1996. Nach der Saison 1998 beendete sie ihre Karriere.
2014 wurde sie als erste Niederländerin und erste weibliche Rollstuhltennisspielerin in die International Tennis Hall of Fame aufgenommen.